# Napoleon Dame
Pour les articles homonymes, voir Dame.
Napoleon Bunny Dame (né le 6 décembre 1913 à Edmonton au Canada et mort le 14 avril 2006) est un joueur canadien de hockey sur glace.

## Biographie
Il a joué une saison dans la LNH, 34 matchs, avec les Canadiens de Montréal.

## Statistiques
| Saison    | Équipe                | Ligue |    | Saison régulière | Saison régulière | Saison régulière | Saison régulière | Saison régulière |   | Séries éliminatoires | Séries éliminatoires | Séries éliminatoires | Séries éliminatoires | Séries éliminatoires |
| Saison    | Équipe                | Ligue | PJ | B                | A                | Pts              | Pun              | PJ               | B | A                    | Pts                  | Pun                  |                      |                      |
| 1938-1939 | Smoke Eaters de Trail | WKHL  |    |                  |                  |                  |                  |                  |   |                      |                      |                      |                      |                      |
| 1940-1941 | Smoke Eaters de Trail | WKHL  |    |                  |                  |                  |                  |                  |   |                      |                      |                      |                      |                      |
| 1941-1942 | Canadiens de Montréal | LNH   | 34 | 2                | 5                | 7                | 4                | -                | - | -                    | -                    | -                    |                      |                      |
| 1945-1946 | Stampeders de Calgary | WCSHL |    |                  |                  |                  |                  |                  |   |                      |                      |                      |                      |                      |
| 1946-1947 | Stampeders de Calgary | WCSHL | -  | 10               | 17               | 27               | 12               |                  |   |                      |                      |                      |                      |                      |
| 1947-1948 | Stampeders de Calgary | WCSHL |    |                  |                  |                  |                  |                  |   |                      |                      |                      |                      |                      |
| 1948-1949 | Stampeders de Calgary | WCSHL |    |                  |                  |                  |                  |                  |   |                      |                      |                      |                      |                      |
| 1949-1950 | Stampeders de Calgary | WCSHL |    |                  |                  |                  |                  |                  |   |                      |                      |                      |                      |                      |